# A-2602
Se denomina  A-2602  el breve tramo, de apenas 3 kilómetros, de la carretera Arceniega-Traspaderne que discurre por territorio de Álava. Comienza en el centro de la localidad alavesa, en la  A-624 , y se dirige hacia el suroeste. Apenas unos metros antes de la frontera burgalesa, en la Venta del Refugio, enlaza con la carretera que se dirige a Gordéliz y Villasana de Mena ( A-3636 / BU-554 ). A partir de ahí, se dirige hacia el sur camino al Valle de Losa y Traspaderne por el puerto de Peña Angulo como  BU-550 .